# 阿扎语 (尼罗-撒哈拉语系)
阿扎語（外語名拼作Aja、Adja或Ajja等）是一個通行於南蘇丹共和國加札爾河地區與中非共和國在其鄰接南蘇丹共和國邊界一帶地區的中苏丹语族語言。
雖使用此語言的部族認定自己為克瑞什人，其語言無法和克瑞什語（Kresh languages）互通。此語言有許多單詞源自班達語言（Banda languages），然其語言之結構依舊與克瑞什語類似。許多使用此語言的人亦通曉克瑞什語。
1. ↑  Hammarström, Harald; Forkel, Robert; Haspelmath, Martin; Bank, Sebastian (编). . . Jena: Max Planck Institute for the Science of Human History. 2016.